# 弗拉基米尔·尼古拉耶维奇·托尔马乔夫
弗拉基米尔·尼古拉耶维奇·托尔马乔夫（羅馬化：Vladimir Nikolayevich Tolmachyov；1887年10月19日—1937年9月20日）是一位苏联政治人物。

## 生平
1920年6月28日起，他成为克里米亚军事革命委员会成员。1921年至1922年间，他担任库班-黑海州党委员会执行书记。1922年至1924年，他担任库班-黑海州委员会执行委员会主席。1924年7月起任北高加索地区委员会执行委员会副主席。1928年1月2日，他接替亚历山大·别洛博罗多夫被任命为内政人民委员，直到1931年2月10日该职位被废除。